# Dawid Olejniczak
Dawid Olejniczak (ur. 1 marca 1983 w Łodzi) – polski tenisista, reprezentant w Pucharze Davisa.

## Kariera tenisowa
Podczas swojej kariery zwyciężył w 1 turnieju o randze ATP Challenger Tour, w Meksyku w sezonie 2008. Wystąpił raz w drabince głównej rozgrywek wielkoszlemowych, na Wimbledonie 2008 przechodząc najpierw przez eliminacje. W 1 rundzie turnieju głównego poniósł porażkę z Gillesem Simonem.
W latach 2007 i 2008 reprezentował Polskę w Pucharze Davisa, rozgrywając 5 singlowych meczów, z których 3 wygrał.
W rankingu gry pojedynczej najwyżej był na 185. miejscu (11 sierpnia 2008), a w klasyfikacji gry podwójnej na 206. pozycji (17 lipca 2006).
Po zakończeniu kariery został komentatorem stacji Eurosport i Polsat Sport.

### Zwycięstwa w turniejach ATP Challenger Tour w grze pojedynczej
| Końcowy wynik | Nr | Data             | Turniej | Nawierzchnia | Przeciwnik  | Wynik finału |
| ------------- | -- | ---------------- | ------- | ------------ | ----------- | ------------ |
| Zwycięzca     | 1. | 20 kwietnia 2008 | Meksyk  | Twarda       | Sam Warburg | 6:4, 6:3     |